# Rozdzielskie kapliczki
Rozdzielskie kapliczki – niewielkie budowle sakralne znajdujące się we wsi Rozdziele w województwie małopolskim, w powiecie bocheńskim, w gminie Żegocina. Są one wyrazem pobożności miejscowej ludności.
1. Kapliczka Chrystusa Ukrzyżowanego obok remizy OSP
Kapliczka zawieszona na dębie w centrum wsi, obok remizy OSP Rozdziele. Drewniana, szafkowa, przeszklona od przodu i zwieńczona krzyżem. Wewnątrz drewniana, ludowa, polichromowana rzeźba Chrystusa Ukrzyżowanego. Została ufundowana przez Jana Kmiecika w 1920 roku. Istnieje podanie, że pod kapliczką i dębem rozsypywano wióry powstałe przy wyrobie trumny, aby powiadomić przechodniów o śmierci któregoś z mieszkańców wsi i prosić o modlitwę za niego.
2. Krzyż choleryczny na Błaskówce
Drewniany krzyż znajduje się na rozstaju dróg w przysiółku Błaskówka, tuż przy granicy z miejscowością Laskowa. Został ufundowany, jak chce tradycja, w 1873 roku przez Jakuba Gołębia jako wotum za zachowanie jego rodziny od epidemii cholery, która panoszyła się w tych okolicach. Jednocześnie w tym miejscu znajduje się cmentarz epidemiczny, na którym grzebano zmarłych najpewniej już w 1847. Na krzyżu znajduje się metalowa rzeźba Ukrzyżowanego Chrystusa. W zwieńczeniu mniejszy krzyż z kogutem.
3. Kapliczka Matki Bożej Niepokalanej
Kamienna figura Matki Bożej Niepokalanie Poczętej na skrzyżowaniu dróg obok rozdzielskiej szkoły. Wzniesiona z fundacji Franciszka Sutora w 1934 roku. W dolnej, tylnej części postumentu wyryta inskrypcja: Fundator Franciszek Sutor Gospodarz reszty dworu. Na przedniej części postumentu napis: Witaj Święta i Poczęta Niepokala... oraz data 1934. Figura Matki Bożej otoczona jest blaszanym zadaszeniem zwieńczonym krzyżem. Odrestaurowana w 2017 roku. Przy kapliczce w maju odprawiane są nabożeństwa majowe, na których licznie gromadzą się mieszkańcy okolicznych osiedli.
4. Kapliczka św. Mikołaja na Dziołku
Kapliczka szafkowa św. Mikołaja zawieszona na jodle w przysiółku Dziołek. Drewniana, rzeźbiona i przeszklona od przodu kapliczka została ufundowana po 1912 roku przez Jana Piechurę, ojca księdza Mikołaja Piechury, późniejszego proboszcza w Trzcianie jako wotum za dar kapłaństwa syna. Wewnątrz kapliczki drewniana, ludowa rzeźba św. Mikołaja biskupa oraz drewniany krucyfiks.
5. Kapliczka Matki Bożej Różańcowej na Górach
Kapliczka szafkowa w przysiółku Góry, przy niebieskim szlaku turystycznym. W drewnianej, rzeźbionej, przeszklonej od przodu i zwieńczonej krzyżem kapliczce znajduje się gipsowa figura Matki Bożej Różańcowej oraz zabytkowa pasyjka z Chrystusem przeniesiona z poprzedniej kapliczki. Dawniej bowiem kapliczka wisiała na jodle, którą przewróciła wichura w czasach pradziadków obecnych opiekunów. Wówczas przeniesiono ją na słup. Obecnie odnowiona. Pierwsza kapliczka w tym miejscu powstała najpewniej około 1920 roku z fundacji Walentego Wiśniowskiego, być może w związku z prowadzonymi tu działaniami wojennymi w roku 1914.
14. Kapliczka przy drodze do przysiółka Kotły
Kapliczka w przysiółku Kmieciówka, na rozstaju dróg (w prawo do przysiółka „Kotły”, w lewo do przysiółka „Na Górach”). Wzniesiona została w 2001 roku przez Stanisława Parucha i poświęcona przez ks. Jana Godka. Pomiędzy dwoma konarami spiętymi dwuspadowym daszkiem zwieńczonym krzyżykiem znajduje się drewniana, polichromowana figura Matki Bożej z Lourdes. Przed kapliczką znajduje się ławeczka oraz ładnie urządzony skalniak.
7. Murowana kapliczka w przysiółku Kmieciówka
Murowana i przykryta czterospadowym daszkiem zwieńczonym krzyżem kapliczka na Kmieciówce. Znajduje się przy drodze, jest otoczona metalowym ogrodzeniem i ma dwie kondygnacje: w górnej, oszklonej z wszystkich stron kondygnacji jest figurka Serca Pana Jezusa, a na drzwiczkach napis „Najświętsze Serce Jezusa Króluj nam!”, w dolnej kondygnacji jest wnęka z figurką Matki Bożej Niepokalanej oraz napis: „Królowo Polski Módl się za nami!”.
8. Figurka „św. Floriana”
Znajduje się przy głównej drodze prowadzącej przez wieś, przed remizą OSP Rozdziele. Zamontowano ją w 2018 roku z okazji jubileuszu 60-lecia jednostki straży pożarnej w Rozdzielu. Na murowanym kamiennym postumencie stoi polichromowana figura św. Floriana będącego patronem strażaków. Na cokole jest tablica z napisem „Bogu na chwałę, ludziom na pożytek. W 100 rocznicę odzyskania niepodległości oraz w 60 rocznicę powstania OSP w Rozdzielu”.
9. Kapliczka w przysiółku Za Grabiem
Jest to wykonana przez Stanisława Parucha szafkowa kapliczka zawieszona na drzewie. Jest wykonana z drewna, rzeźbiona i zwieńczona krzyżem. W trójkątnym szczycie jest Oko Opatrzności, a wewnątrz polichromowana figurka przedstawiająca VII stację drogi krzyżowej – Drugi Upadek Chrystusa pod krzyżem.
10. Kapliczka na Wyrębie
Znajduje się obok drogi na tzw. „Wyrębie”. Jest to szafkowa kapliczka na drewnianym słupku. Została wykonana na początku XXI wieku przez Stanisława Parucha. Wewnątrz kapliczki jest drewniana rzeźba Chrystusa Frasobliwego.
11. Grota Matki Bożej z Lourdes przy kościele w Rozdzielu
Przy kościele św. Jakuba w Rozdzielu znajduje się murowana i zamknięta kratą kaplica z figurą Matki Bożej z Lourdes. Ma postać skalnej groty od wewnątrz obmurowanej kamieniem, z zewnątrz przykrytej nasypem ziemnym, na którym obsadzono rośliny ozdobne. Wykonana w latach 2010–2016 przez Stanisława Parucha, z inicjatywy jego żony Janiny. Poświęcona w czasie odpustu ku czci św. Jakuba Apostoła – 30 lipca 2017 przez ks. bp. Leszka Leszkiewicza.
12. Kapliczka przy bacówce na „Na Zadzielu”
Kapliczka szafkowa na stoku Kamionnej, nieco powyżej bacówki. Została ufundowana w 1994 jako wotum za szczęśliwe wybudowanie tutaj domków letniskowych. Rzeźbę w kapliczce wykonał Stanisław Opaliński z Bochni.
13. Kapliczka Matki Bożej z dzieciątkiem Jezus „Za Grabiem”
Murowana kapliczka domkowa na posesji Stanisława Parucha. Pierwotnie oszklona szafka na kamiennym słupie wybudowana w 1986 roku przez Stanisława Parucha. Wewnątrz szafki figura Matki Bożej z dzieciątkiem Jezus przywieziona z Wieliczki oraz drewniany krzyż przeniesiony z pobliskiego drzewa. W 2012 roku opiekun kapliczki rozbudował ją budując ściany z kamienia i przykrywając ją dwuspadowym dachem, tak, że dawna figura znalazła się we wnętrzu nowej. Wewnątrz obrazy Serca Jezusa, Serca Maryi, Jezusa Miłosiernego, a także na postumencie drewniana płaskorzeźba papieża Jana Pawła II.
14. Kapliczka Chrystusa Frasobliwego „w Cyplu”
Kapliczka przy drodze do przysiółka „Na Górach” w tzw. „Cyplu”. Wzniesiona w 1996 roku przez Stanisława Parucha jako wotum za powrót do zdrowia po ciężkim wypadku. Drewniana, rzeźbiona szafka zwieńczona krzyżem zawieszona jest na metalowym słupie. W jej wnętrzu znajduje się drewniana rzeźba Chrystusa Frasobliwego. Pod drewnianą szafką tablica z napisem: „Ojcze Nasz...”.
15. Kapliczka Chrystusa Ukrzyżowanego na Rosochatce
Kapliczka szafkowa Chrystusa Ukrzyżowanego w przysiółku Rosochatka, na granicy Rozdziela, Rajbrotu i Kamionki Małej. Drewniana, rzeźbiona, szafkowa, przeszklona od przodu i zwieńczona krzyżem. Wewnątrz biała rzeźba Jezusa na krzyżu.

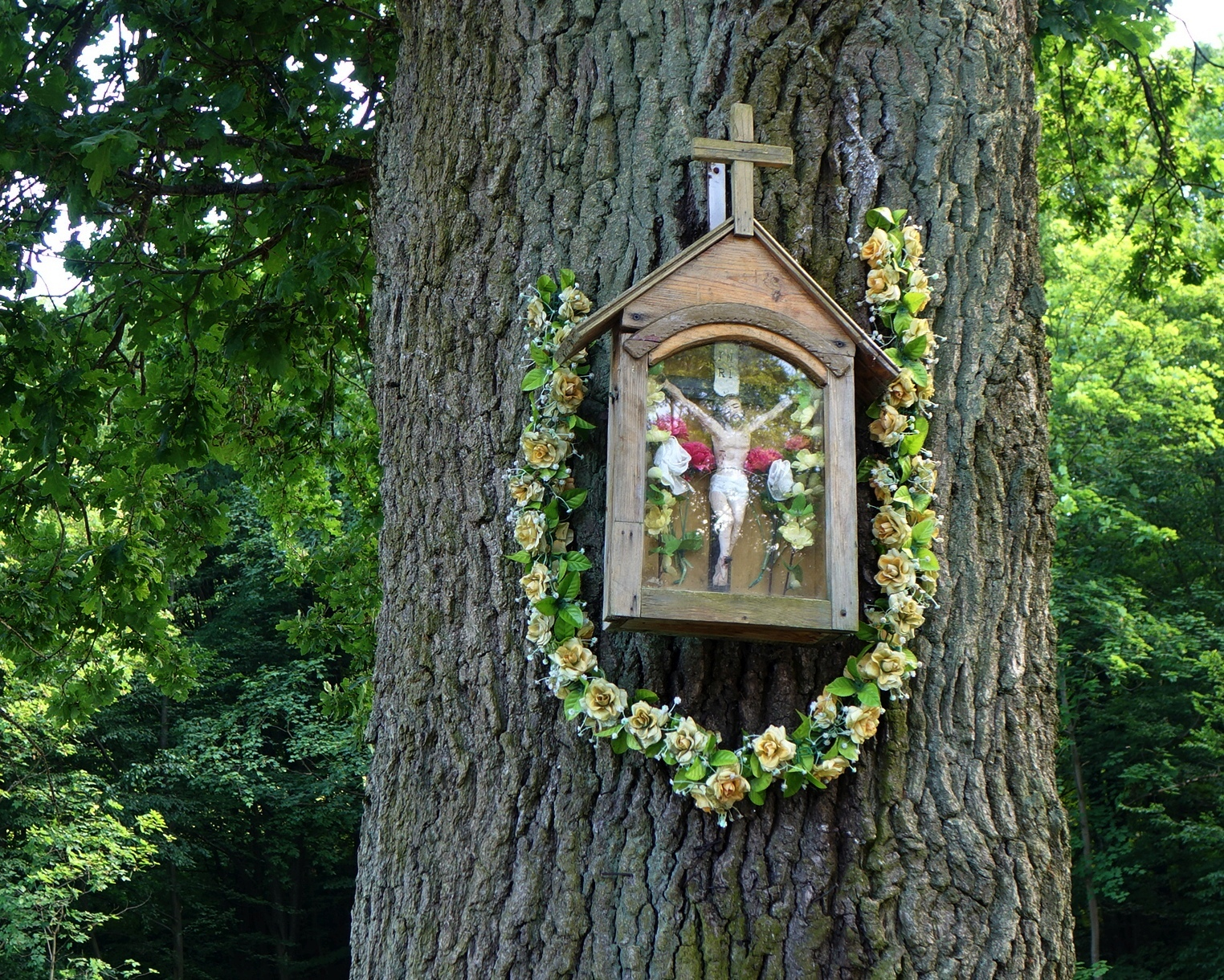
1
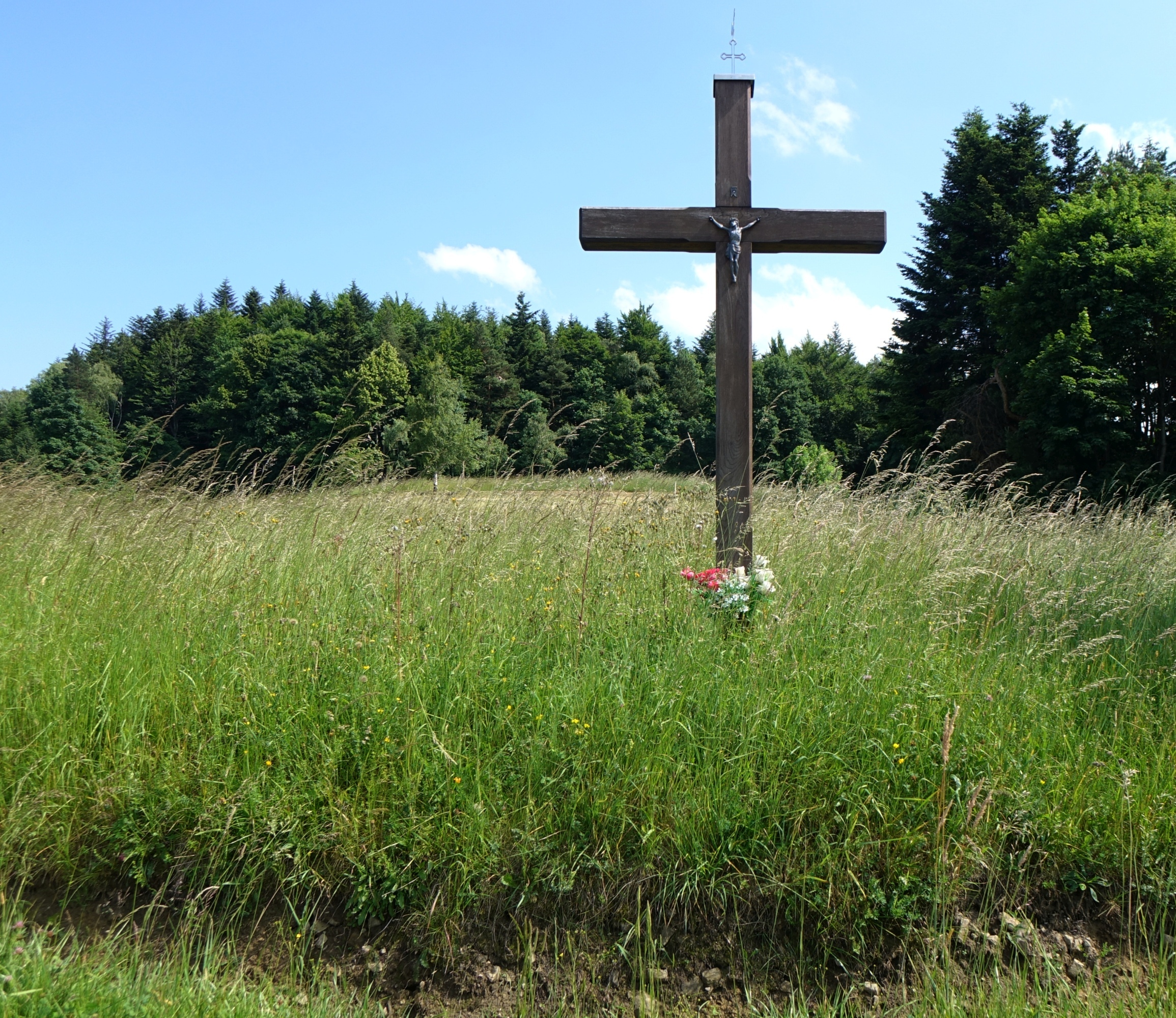
2
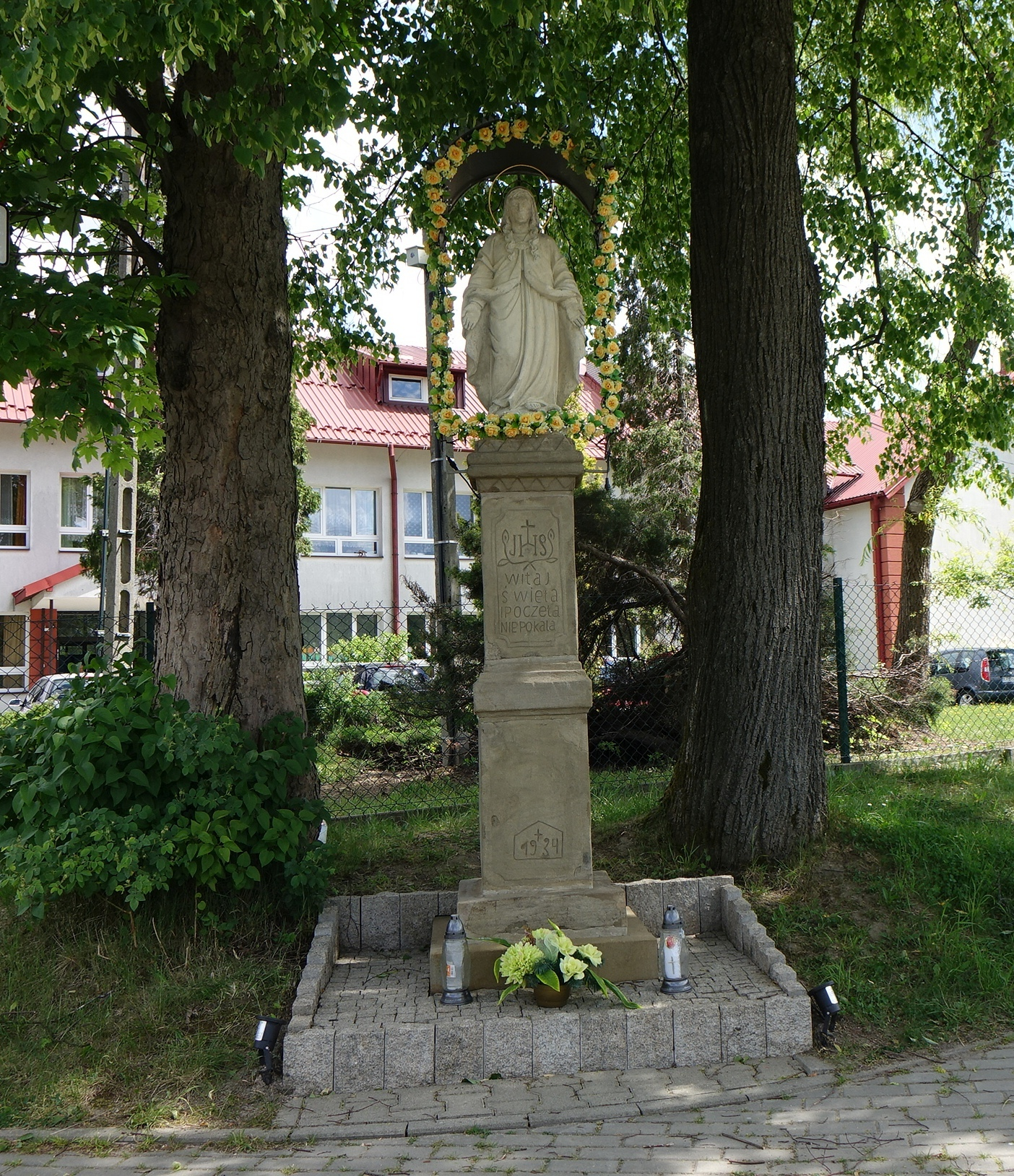
3
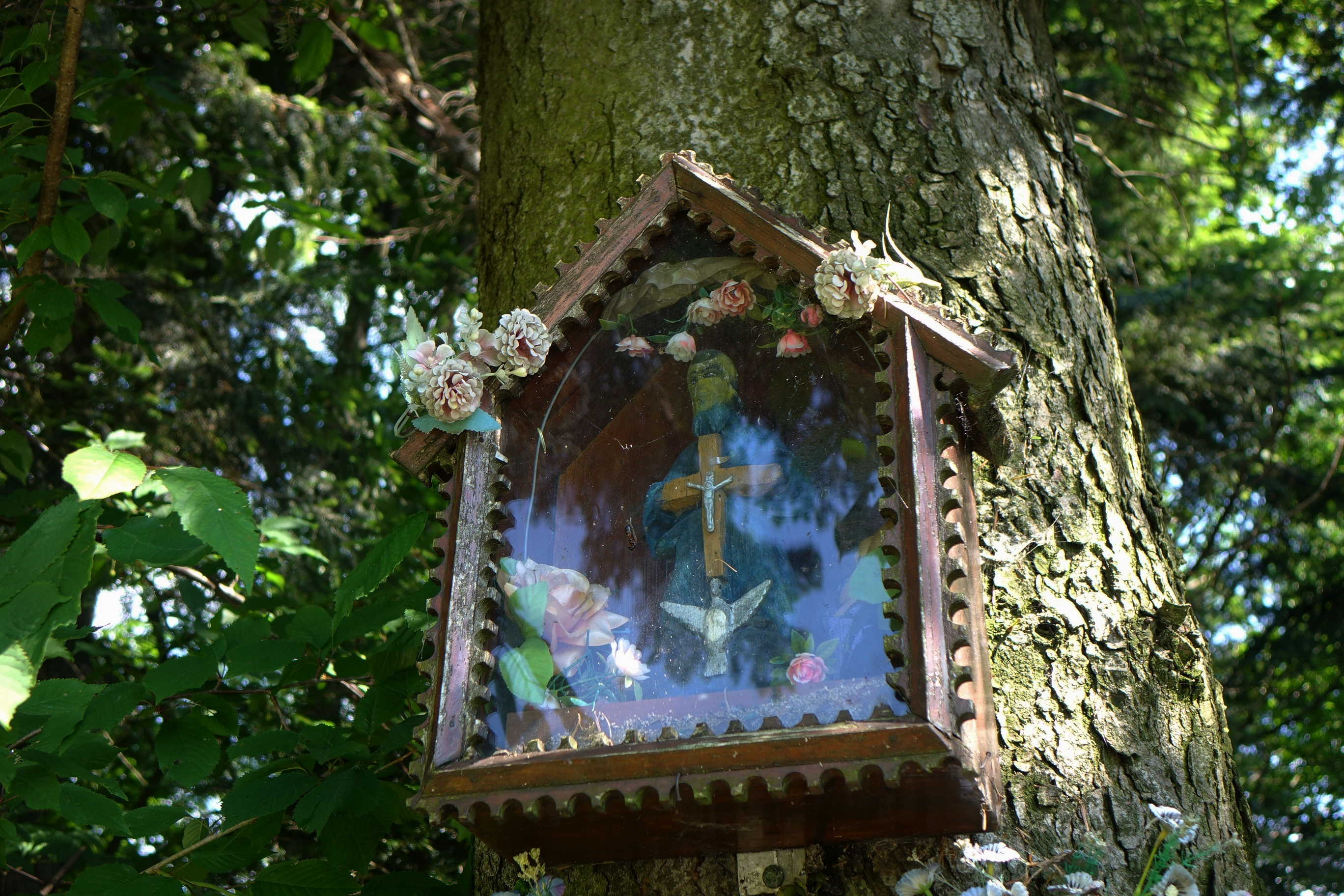
4
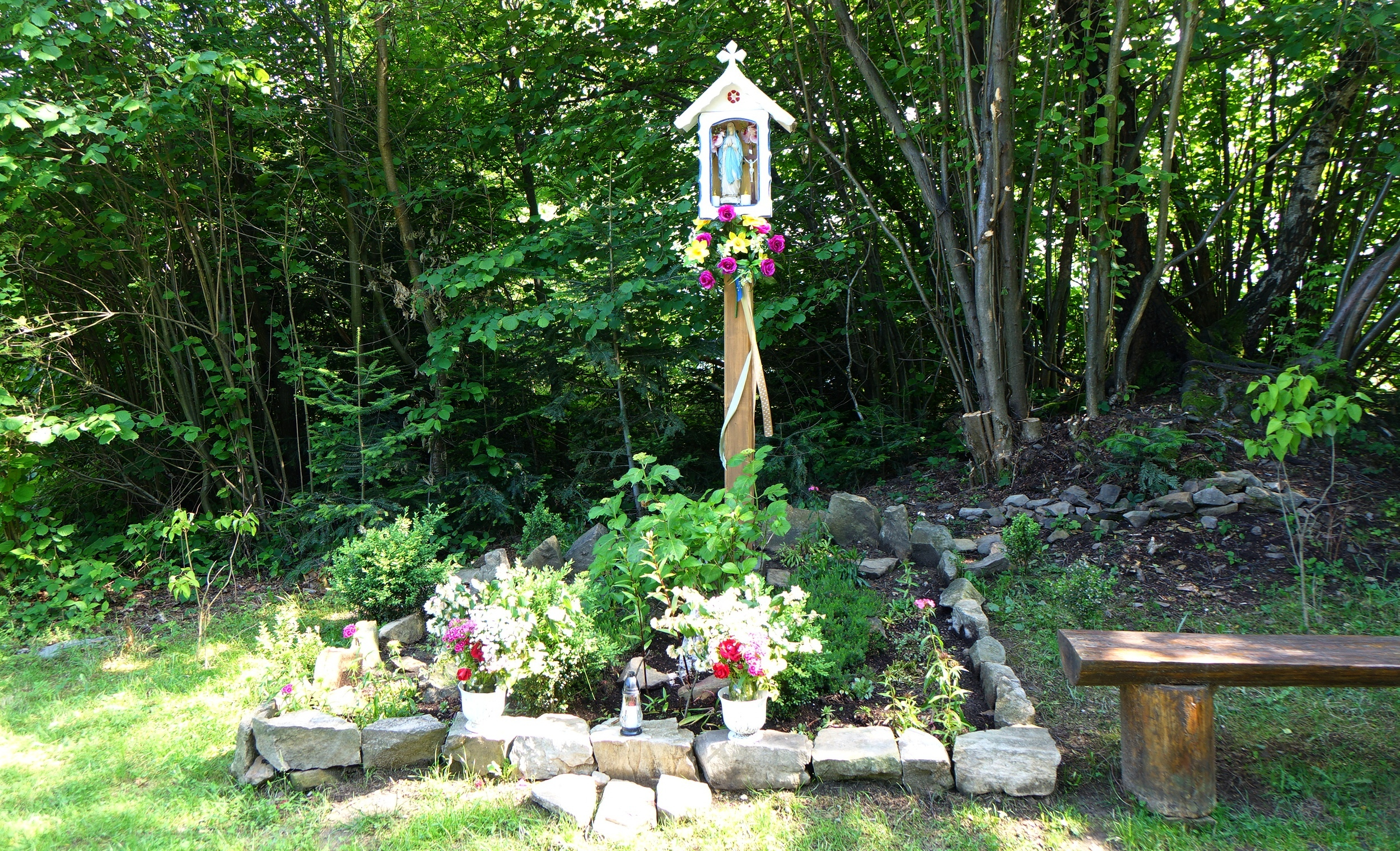
5
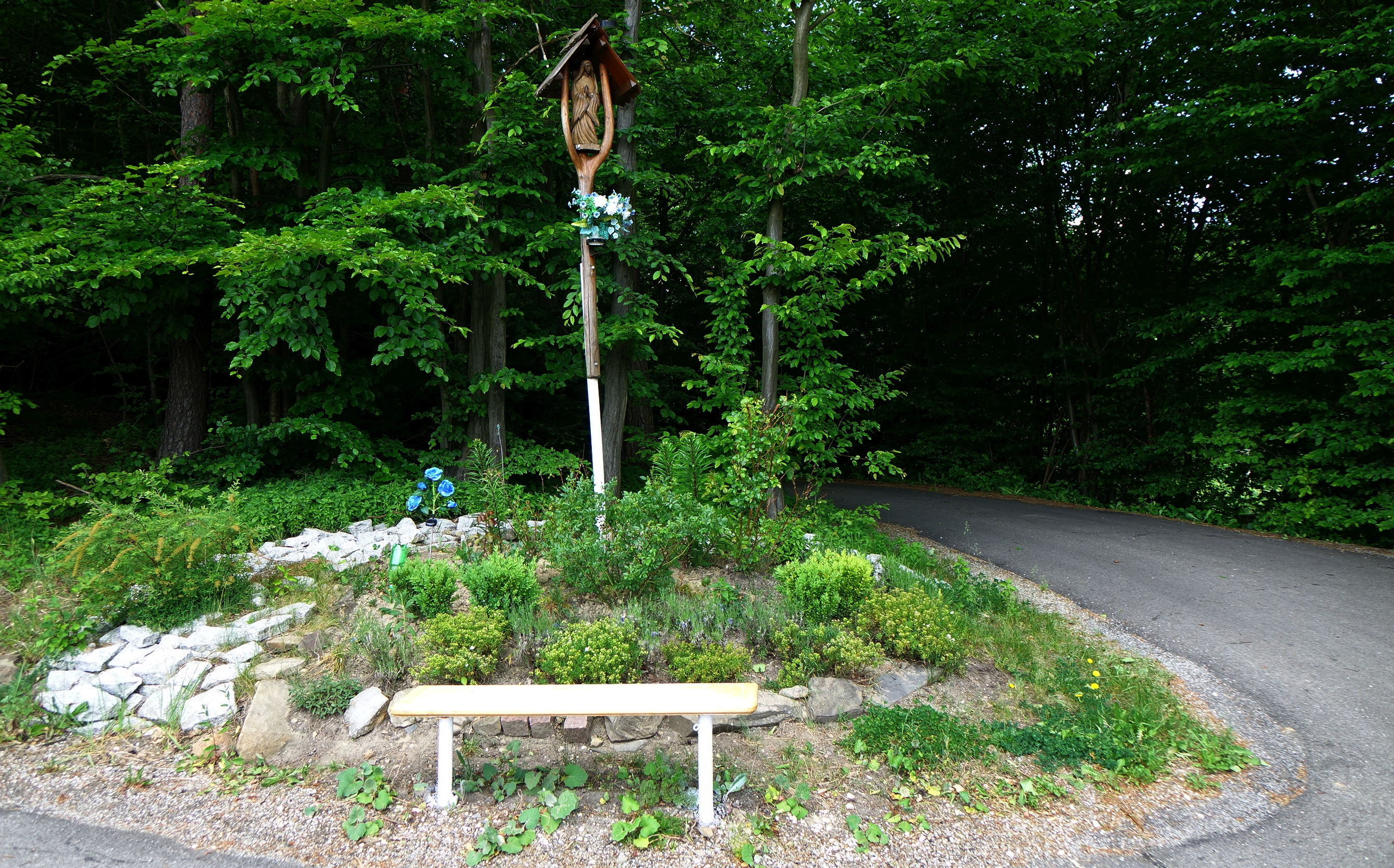
6
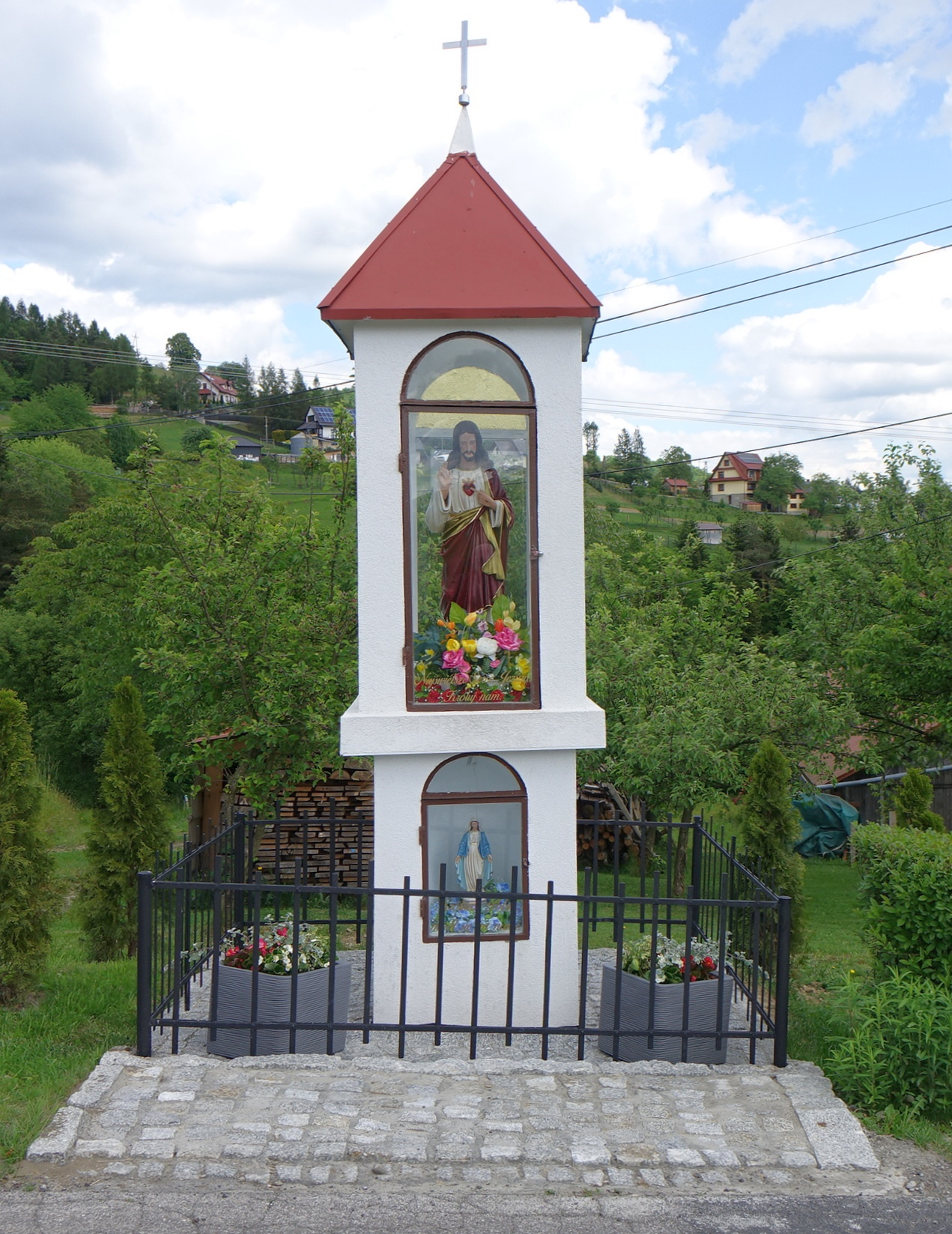
7
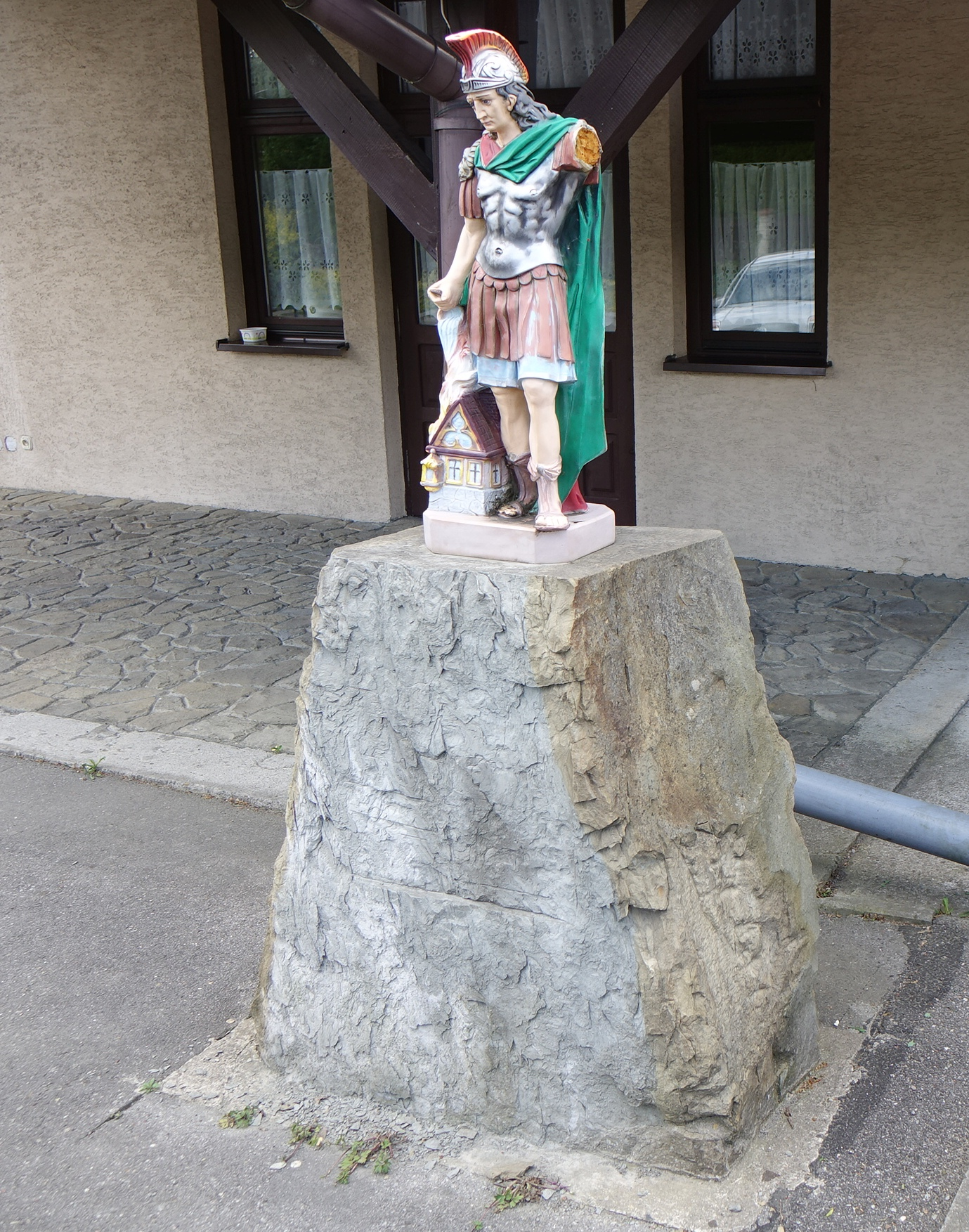
8
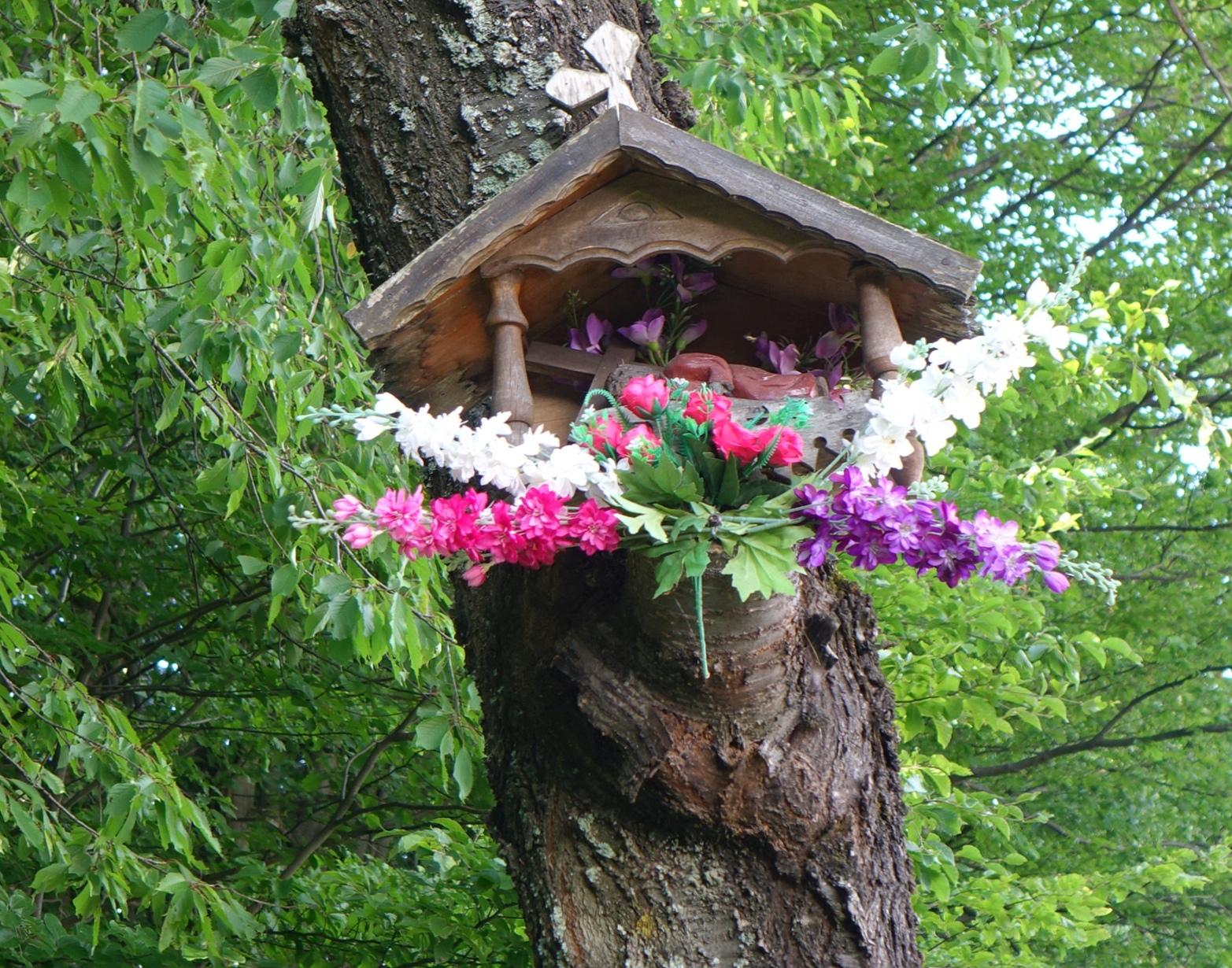
9
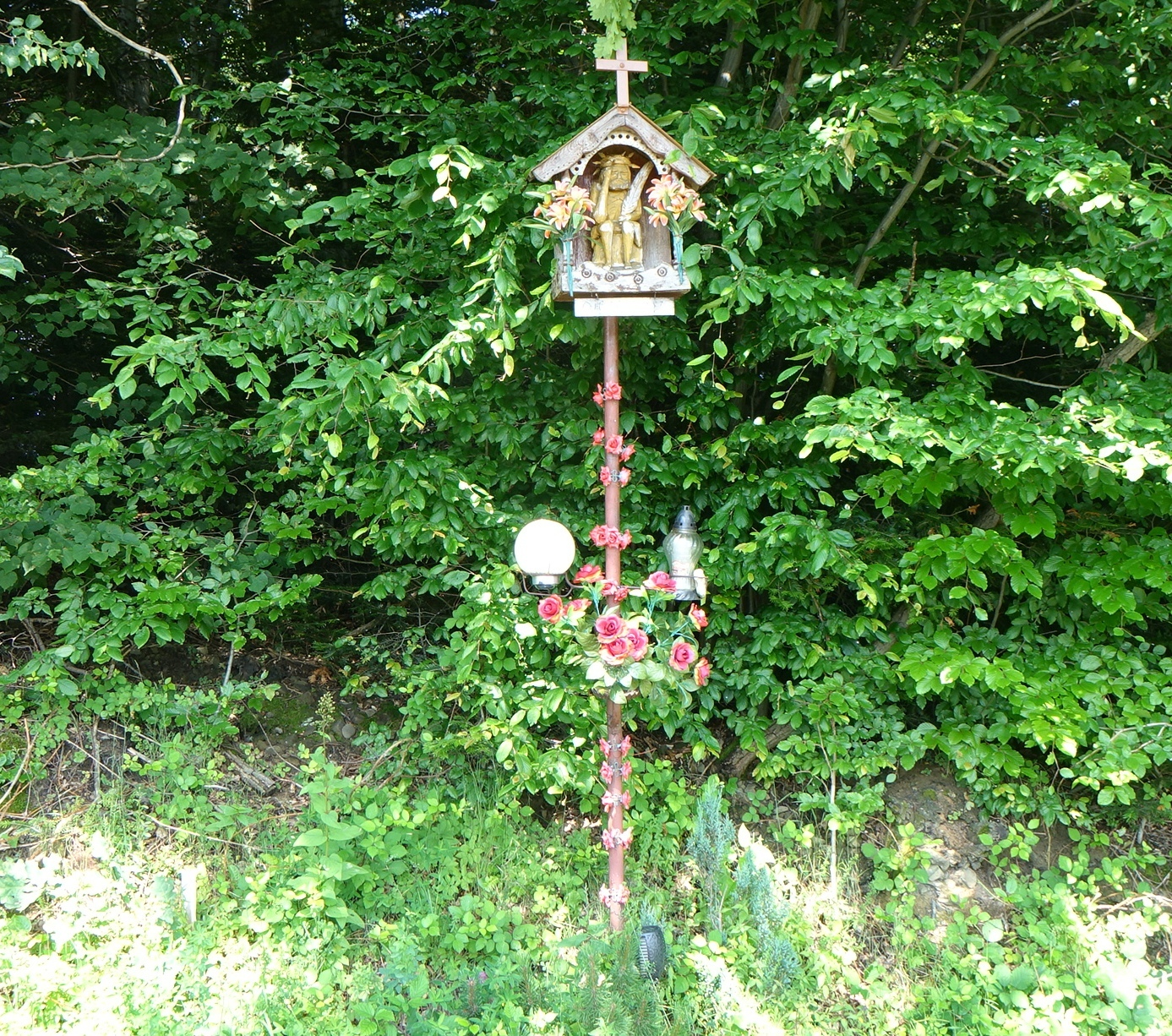
10
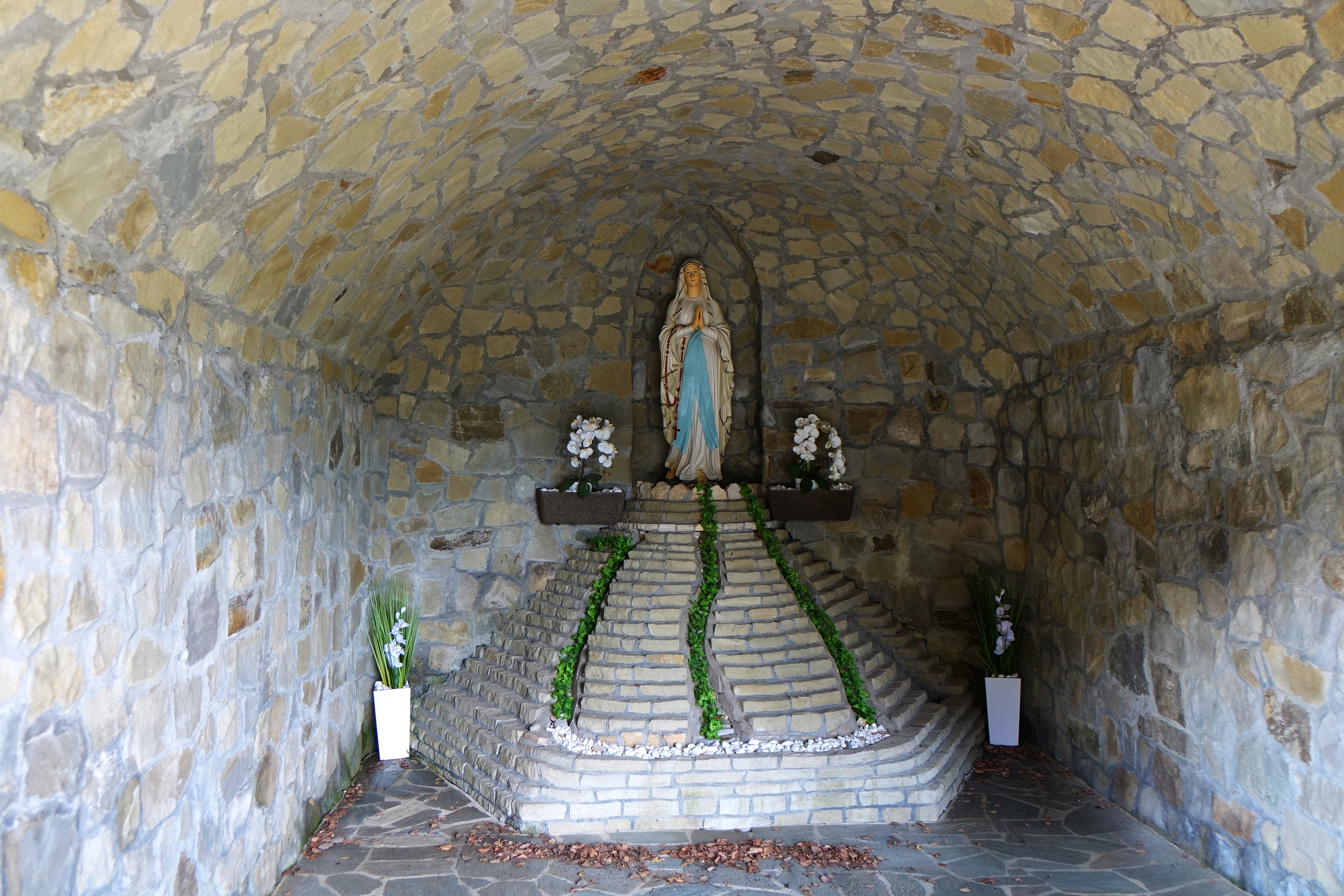
11
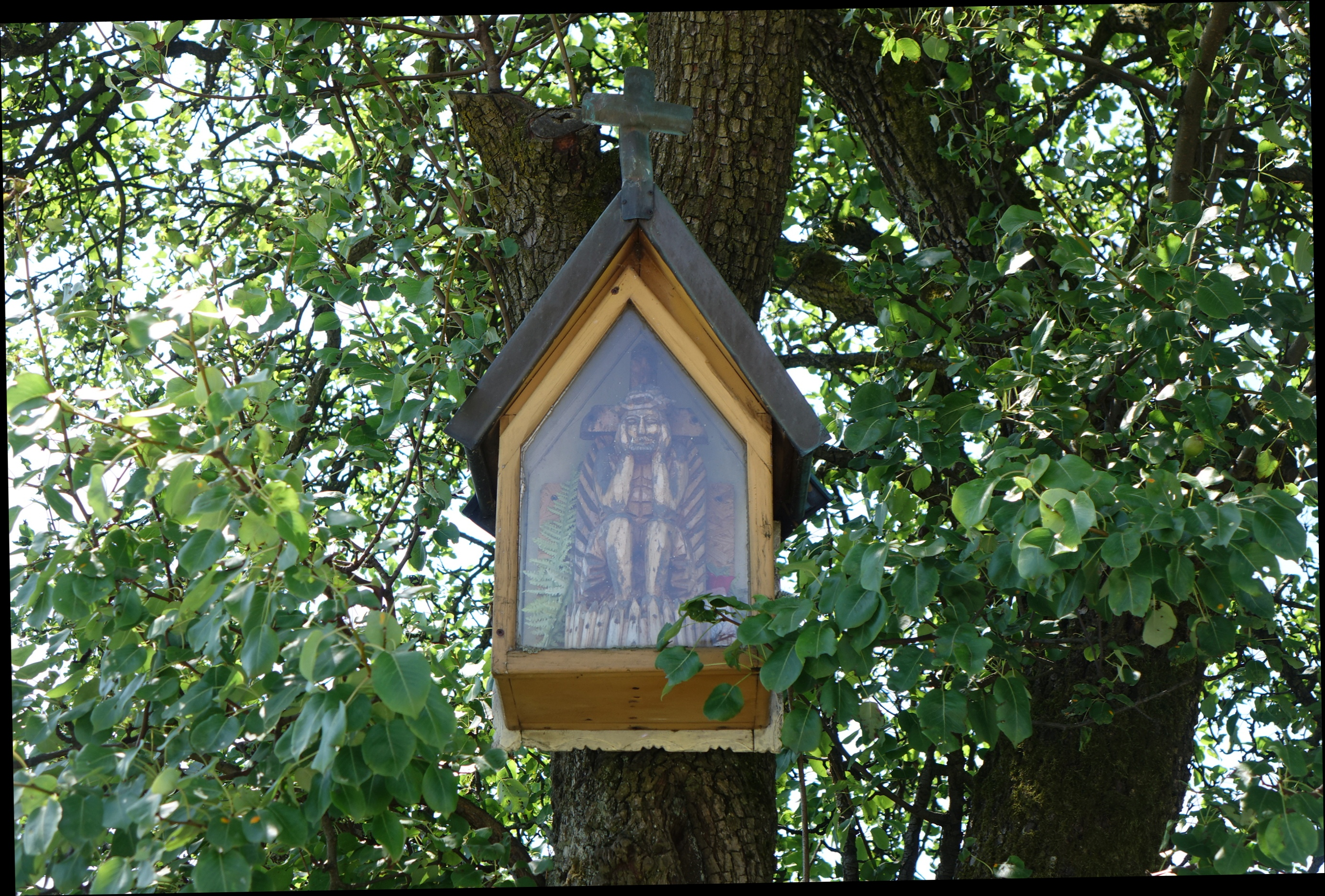
12